# Acraea turlini
Acraea turlini är en fjärilsart som beskrevs av Pierre 1979. Acraea turlini ingår i släktet Acraea och familjen praktfjärilar. Inga underarter finns listade i Catalogue of Life.